# Sad Night Dynamite
Sad Night Dynamite (abbr. SND) è stato un gruppo musicale britannico originario di Glastonbury, formato da Josh Greacen (Joshua Walter George Greacen, 20 giugno 1998) e Archie Blagden (Archie Patrick Blagden, 22 gennaio 1998).
Il gruppo - fondato nel 2020 dai due amici di scuola e nella vita - il 10 Dicembre 2024 ha annunciato la loro separazione artistica dopo dieci anni, con un video sul loro account Instagram intitolato "SND - Epilogue" , affermando di voler intraprendere progetti musicali separati "per darci un po' di spazio prima di rovinare tutto" . Il 6 Marzo 2025 hanno tenuto il loro concerto di addio a Parigi, al Festival les inRocks .

## Stile musicale
Fin dal loro primo singolo Icy Violence (luglio 2020) i SND sono stati paragonati ai Gorillaz (ai quali il gruppo ammette senza problemi di essersi ispirato), Clash, Pink Floyd, The Avalanches e Kendrick Lamar, grazie al mix di stili musicali che unisce G-Funk, hip-hop e pop, il tutto immerso nella cultura punk.  
Il loro stile è stato definito come caratterizzato da riferimenti trip-hop, dub, elettronica e da testi e video surreali, psichedelici e ironici ma loro, nonostante le sperimentazioni estetico-sonore in atmosfere "maledette" e liminali, hanno dichiarato di non voler essere riconosciuti come "la band che fa musica dark" ma piuttosto "...quel pop crunchy brillante e leggermente sdolcinato, tipo una canzone particolarmente energizzante di Just Jack" .   
Il loro ultimo album Welcome The Night è stato definito come "tripletta di spaghetti western, hip-hop spettrale e disco ad alta energia dove l'elettronica dark e il rap ispirato agli anni '90 si fanno strada in una testimonianza di fluidità". Il percorso che ha portato il duo dalle prime basi musicali come Demon - composta a soli 16 anni abitando a Pilton giusto di fronte all'entrata del Festival di Glastonbury  - fino ad abbinare l'estetica di Tarantino allo skit presente nel video di Sugabby, è stato costellato da continue metafore scritte e visive, da dettagli e riferimenti ricercati, allo scopo di "spegnere il cervello il più possibile e lasciarci attrarre dal surreale e inquietante elefante nella stanza, tralasciando il già ottimo lavoro che facciamo tutti i giorni di normalizzare la quotidianità".  
Ampia espressione della spontaneità creativa dei SND è ancora rilevabile dalle informali clip video rilasciate sul loro account TikTok, mentre quelle su Instagram sono state cancellate con l'annuncio del 10 dicembre 2024.  
Distintivi della loro immagine artistica sono stati la limousine bianca, il logo SND con la lacrima, il motto "Family is forever".  

## Discografia

### EP
- SND001 - 28 febbraio 2020 
  - Crying over nothing
  - Light
  - See me sad
  - Spendin Money
- Smoke Hole - 4 febbraio 2021 
  - Smoke hole
  - Mountain Jack
  - Killshot
  - Icy violence
  - Smole hole - Edit
- Sad Night Dynamite (Remixes) - 2 luglio 2021
  - Killshot - DJ Seinfeld remix
  - Krunk - Larry Pink The Human remix
  - Icy violence - Champion remix
  - Mountain Jack - ChopNotSlop remix
- Wake Up, Pass Out - 5 agosto 2024
  - Wake up, pass out
  - Sugabby
  - Who do you think you are?
  - Godfather (feat. Yung Kayo)
- Mrs Dior - 6 settembre 2024
  - Mrs Dior
  - Wake up, pass out
  - Sugabby
  - Who do you think you are?
  - Godfather (feat. Yung Kayo)

### Album
- Sad Night Dynamite - 26 febbraio 2021
  - Intro
  - Icy violence
  - Killshot
  - Mountain Jack
  - Krunk
  - Crying over nothing (Pt. II)
  - Skully
  - Smoke hole
  - Mussel Bay (Outro)
- Volume II - 7 aprile 2022
  - Look alive
  - Demon
  - Black & White
  - Split back
  - Psychedelic views (feat. IDK)
  - Tramp
  - Dropped eyes
- Welcome The Night - 27 settembre 2024
  - If you walk
  - Godfather (feat. Yung Kayo)
  - Wake up, pass out
  - Onto the next one (feat Aby Coulibaly)
  - Mrs Dior
  - Who do you think you are?
  - Welcome the night
  - Dying of thirst
  - White lie (feat. Berwyn)
  - Sugabby
  - High road
  - Knife in the mud

### Singoli
- 10 luglio 2020 - Icy violence
- 10 settembre 2020 - Killshot
- 5 ottobre 2021 - Demon (SND&Moonchild Sanelly)
- 2 agosto 2022 - What does that make me?
- 16 maggio 2023 - Sick of your sound
- 26 aprile 2024 - Godfather (feat. Yung Kayo)
- 24 maggio 2024 - Who do you think you are?
- 12 giugno 2024 - Sugabby

## Controversie
Il format della campagna di marketing per l'album di debutto Welcome the Night (settembre 2024), il cui concept verteva sull'"accogliere l'ignoto quando a vent'anni non puoi dare un senso a tutte le cose", narrava una relazione tra Josh Greacen e il personaggio del video di Sugabby - interpretato dall'attrice comica Kimberly Policella nella parte di una sugar daddy femminile che lo tradiva col suo miglior amico. La parte criticata è stata la continuazione della relazione tramite clips video sui loro profili social, spingendosi a confondere realtà e fantasia in una parodiata rottura del rapporto d'interesse fra i membri del gruppo e Mrs Momma Dior che si sentirà a sua volta tradita per il suo contributo artistico non riconosciuto dalla band. Nonostante l'intero messaggio fosse proprio quello di non credere a quanto mostrato sui social media, il duo SND ha affermato che l'ironia è stata colta solo dalla fanbase più coinvolta, ma non dalla maggioranza. "A dire il vero, eravamo semplicemente stanchi di vedere gente che promuoveva la propria musica attraverso gli stessi canali. Volevamo vedere se qualcosa di diverso potesse funzionare. Ci rattrista il fatto che gli algoritmi spesso soffochino l'originalità e la costruzione del mondo. Per noi, il mistero e la narrazione sono la cosa più importante. Chi se ne importa cosa ho mangiato a colazione, perché la gente vuole qualcosa con cui identificarsi? È piuttosto noioso" .